# Привал арестантов
«Прива́л ареста́нтов» — картина русского художника Валерия Якоби (1834—1902), оконченная в 1861 году. Принадлежит Государственной Третьяковской галерее (инв. 354). Размер картины — 98,6 × 143,5 см (по другим данным, 99,7 × 144,4 см). На полотне изображена остановившаяся на привал группа арестантов. Центральным персонажем композиции является лежащий на телеге умерший ссыльный, над которым склонился этапный офицер. Среди других действующих лиц, изображённых на картине, — женщины с детьми и другие арестанты. Значительную роль в создании художественного образа играет пейзаж.
Валерий Якоби представил полотно «Привал арестантов» к окончанию своего обучения в Академии художеств. За эту картину Академия присвоила ему звание классного художника 1-й степени и наградила его большой золотой медалью. В 1861—1862 годах полотно с большим успехом экспонировалось на выставке Академии художеств — писатель Фёдор Достоевский отмечал, что картина Якоби «поражает удивительною верностью» и нравится публике «более всех остальных на нынешней выставке». В 1861 году полотно было приобретено у автора Павлом Третьяковым.
Критик Владимир Стасов писал, что в творчестве русских художников 1860-х годов картина «Привал арестантов» «была настоящая запевала — „увертюра“». Художник и критик Александр Бенуа называл произведение Якоби «наиболее яркой, определённой и протестующей» из картин, появившихся в 1861 году, отмечая при этом недостаток художественности, проявившийся в «жёсткой и робкой живописи» и «неудавшемся свинцовом тоне». Искусствовед Дмитрий Сарабьянов называл картину «Привал арестантов» «программной работой Якоби» и писал, что она стала одним из центральных произведений 1860-х годов.

## История
В 1856 году Валерий Якоби был зачислен в Академию художеств по классу исторической живописи к профессору Алексею Маркову. Во время обучения Якоби в основном работал над жанровыми картинами: в 1858 году, за работу «Разносчик фруктов», он был удостоен малой серебряной медали, в 1859 году, за полотно «Татарин, продавец халатов», — большой серебряной медали, а в 1860 году, за картину «Светлый праздник нищего», — малой золотой медали Академии художеств.

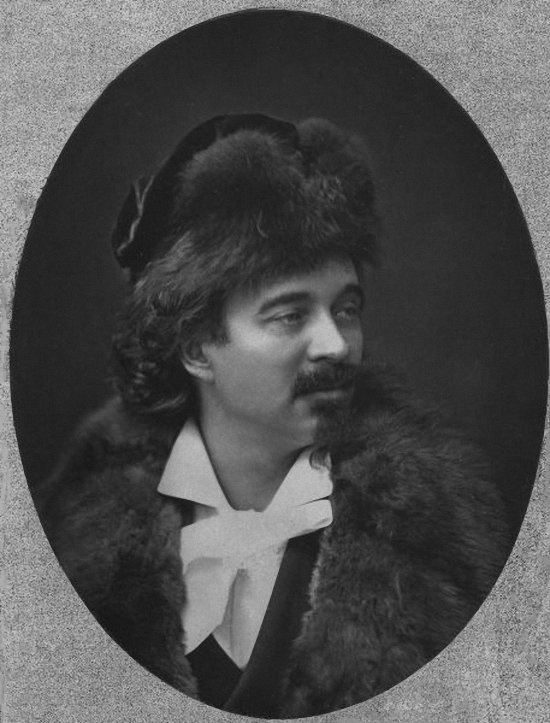
Валерий Якоби (фотография 1875 года)

В 1861 году, к окончанию обучения, Якоби представил полотно «Привал арестантов». По некоторым сведениям, Якоби работал над этой картиной не только в Санкт-Петербурге, но и в Казани — там же он познакомился с художником Иваном Шишкиным. Исследователи творчества Якоби полагают, что художник при создании этого произведения использовал свои юношеские воспоминания и впечатления. По словам искусствоведа и писателя XIX века Петра Петрова, «со сценами этой грустной действительности Якоби сжился с малых лет»: будущий художник родился в Казанской губернии «и вырос там в имении отца, лежащем на почтовом восточном тракте, где партии арестантов то и дело двигались по одному направлению».
За картину «Привал арестантов» Академия художеств присвоила Якоби звание классного художника 1-й степени, наградила его большой золотой медалью, а также правом пенсионерской поездки за границу. Решение о присуждении картине большой золотой медали было принято Советом Академии единогласно. В том же году ещё два художника были удостоены больших золотых медалей за свои картины — Василий Перов за «Проповедь в сельской церкви» и Михаил Клодт за «Последнюю весну». То, что в один год сразу три художника получили право на шестилетнюю заграничную поездку за жанровые полотна на темы из российской действительности, это «был доселе небывалый случай, но ведь и год был необыкновенный — год отмены крепостного права».
В 1861—1862 годах полотно, под названием «Партия арестантов на привале», экспонировалось на выставке Академии художеств, на которой оно имело большой успех у публики, а также привлекло внимание критиков, среди которых были Фёдор Достоевский, Владимир Стасов и другие. В 1862 году Якоби отправился в заграничную пенсионерскую поездку, во время которой он посетил Германию, Швейцарию, Францию и Италию. В Россию он вернулся в 1869 году.
Уже в год создания полотно было приобретено у автора Павлом Третьяковым — согласно расписке Валерия Якоби, датированной 10 сентября 1861 года, Третьяков заплатил ему за картину 1400 рублей серебром. Полотно не сразу было передано покупателю — в письме от 5 марта 1862 года Третьяков напоминал художнику о своей просьбе недельной давности: «Ни картины, ни ответу не имел чести получить от Вас и потому вторично беспокою Вас с просьбой о немедленной высылке её [картины]». В своём ответном письме (отправленном, по-видимому, тоже в марте) Якоби писал, что он ответил на предыдущее письмо, но, по-видимому, его ответ не дошёл до адресата. В частности, художник заверял Третьякова в том, что задержка с высылкой картины ни в коем случае не связана с тем, что с неё делаются копии для продажи другим покупателям. Из того же письма следовало, что Якоби обсуждал с Третьяковым возможность добавления ещё одной группы действующих лиц, но это предложение не было реализовано.

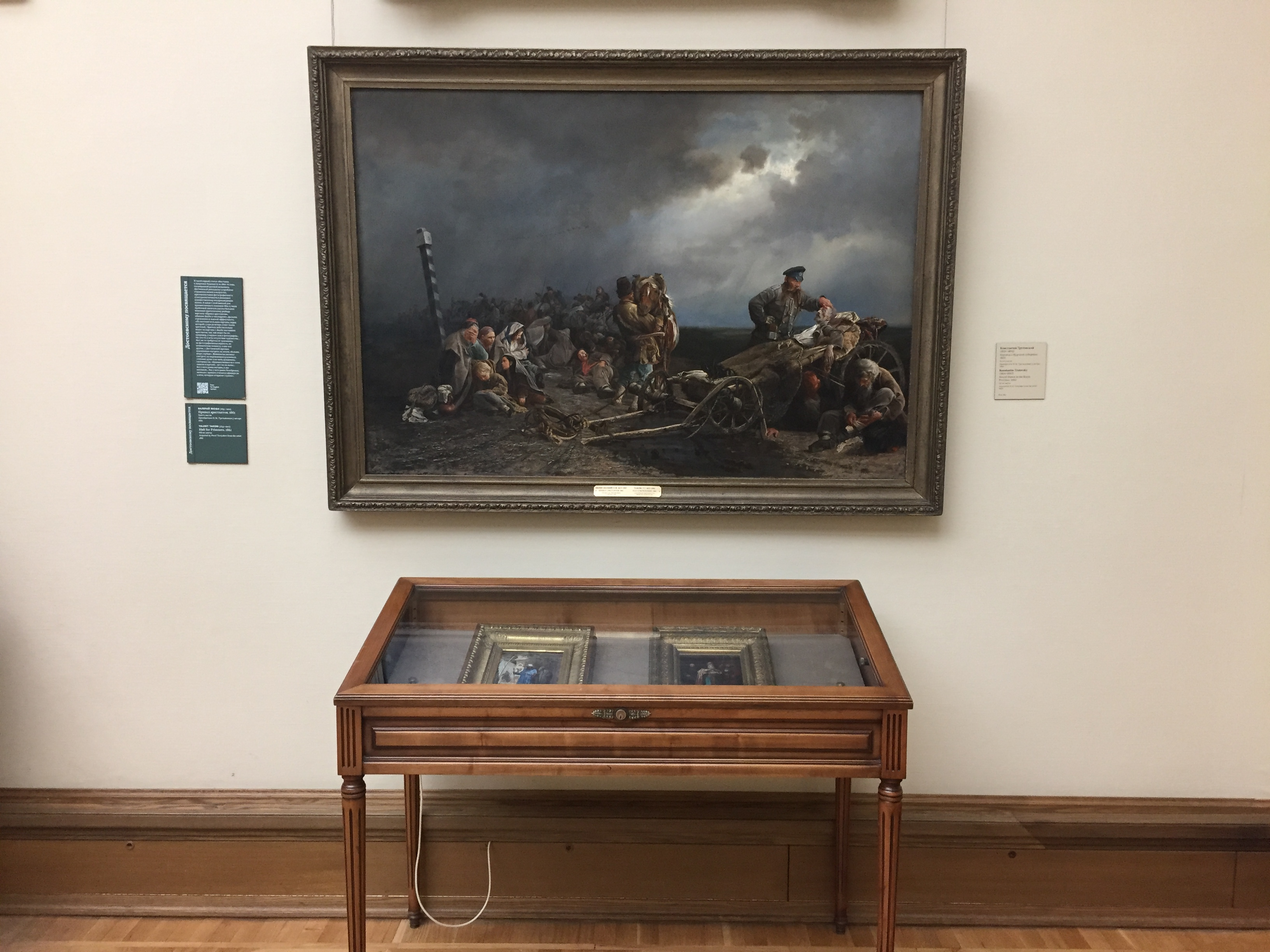
Картина «Привал арестантов» в ГТГ во время фокус-выставки «Достоевскому посвящается» (ноябрь 2021 года)

Полотно «Привал арестантов» также экспонировалось на выставке Академии художеств 1864—1865 годов и на выставке Московского общества любителей художеств (МОЛХ) 1872 года. В 1867 году оно входило в российскую экспозицию на Всемирной выставке в Париже. Вместе с пятью другими произведениями Якоби картина также была представлена на Всероссийской промышленно-художественной выставке 1882 года, состоявшейся в Москве.
В 1971—1972 годах полотно принимало участие в выставке «Бытовая живопись передвижников» (Ленинград, Киев, Минск), приуроченной к столетию Товарищества передвижных художественных выставок (ТПХВ). В 1983—1984 годах картина экспонировалась на проходившей в Москве выставке, посвящённой 225-летию Академии художеств. Она также была одним из экспонатов фокус-выставки «Достоевскому посвящается», которая проходила с 12 ноября 2021 года по 4 апреля 2022 года в основном здании Третьяковской галереи в Лаврушинском переулке. Эта экспозиция, приуроченная к 200-летию со дня рождения Достоевского, включала в себя его портрет кисти Василия Перова и восемь других картин, так или иначе связанных с именем писателя
Картина «Привал арестантов» также неоднократно экспонировалась в других странах Европы, Азии и Северной Америки: в 1977—1978 годах — на выставке русской и советской живописи в Нью-Йорке, Сан-Франциско и Мехико, в 1991 году — на проходившей в Монце и Генуе выставке «Русская живопись времён императора Александра II», а в 1993 году — на состоявшейся в Токио, Наре и Фукуоке выставке «Передвижники в Третьяковской галерее».

## Сюжет, действующие лица и композиция
На картине изображена остановившаяся на привал группа арестантов. Вероятно, этот привал является вынужденным и вызван поломкой одной из телег. Грязная дорога, проходящая мимо покосившегося верстового столба, ведёт в бескрайнюю степь. Арестанты, находящиеся в передних рядах, уже тронулись в путь. На фоне осеннего неба вырисовываются силуэты сопровождающих их конных казаков. Трагическому сюжету картины соответствует «намеренно аскетичная тёмная гамма красок». Значительную роль в создании художественного образа играет пейзаж. Художник прибегает к контрасту тёмного грозового неба и пробивающегося через тучи яркого солнечного света, который высвечивает отдельные группы людей, тем самым усиливая драматизм и эмоциональность сцены, изображённой на полотне. Искусствовед Татьяна Горина писала: «И хотя художник применил традиционные академические приёмы, выделяя светом главных героев картины, компонуя группы в виде академических „пирамид“, избранный им и подробно разработанный сюжет сообщал подлинно новаторский характер произведению».
В правой части полотна находится телега, на которой лежит умерший арестант, накрытый рогожей. На его левой руке, безжизненно свесившейся вниз, надет перстень. Под телегой прячется другой арестант (по другой версии, один из конвоиров), который, неестественно согнувшись, пытается снять перстень с руки умершего. У телеги стоит этапный офицер, который одной рукой приоткрывает глаз покойника, чтобы убедиться в его смерти. При этом офицер покуривает трубку с равнодушным выражением лица. В правом нижнем углу картины на переднем плане изображён сидящий пожилой арестант в лохмотьях, который осматривает рану на ноге, натёртую кандалами. Умерший арестант является центральным персонажем композиции. Он имеет интеллигентную внешность, но при этом настолько измождён, что выглядит стариком. По словам искусствоведа Марины Шумовой, «он не трактован как борец, положительный герой, но предстаёт мучеником, жертвой общественной несправедливости и своих духовных исканий».

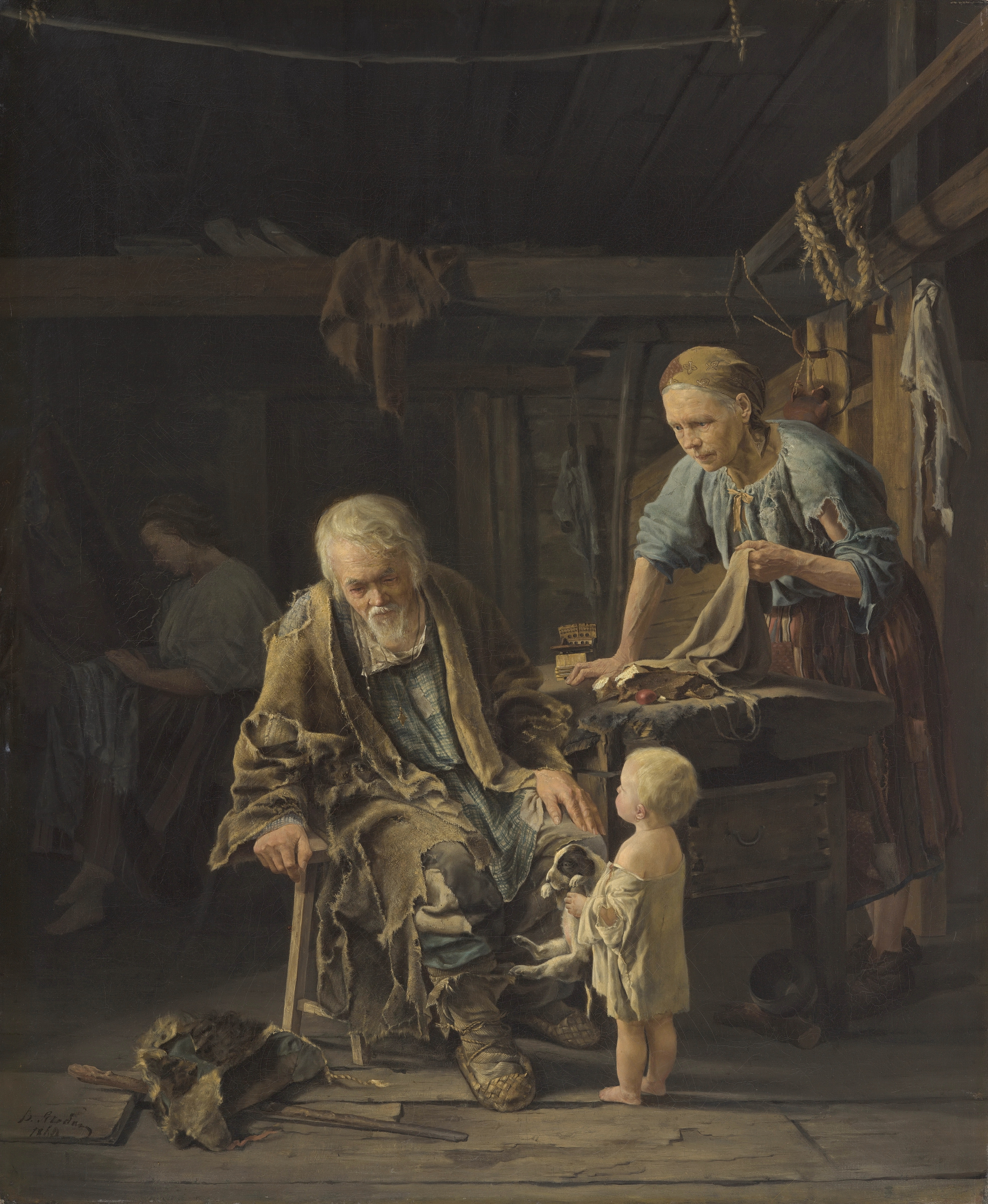
Валерий Якоби. Светлый праздник нищего (1860, ГРМ)

В центре полотна изображён мужик, одетый в сильно изорванный кафтан. Он удерживает отпряжённую лошадь. По-видимому, это крестьянин, который должен перевозить осуждённых по повинности. Левее него находится лежащий в небрежной позе арестант с трубкой — по описанию искусствоведа Алексея Фёдорова-Давыдова, «отпетый каторжник, вполне довольный своею судьбою и чувствующий себя на привале как дома». Писатель Николай Ядринцев относил его к типу «русских гулящих и беззаботных людей», для которых острог — как дом родной. По словам Ядринцева, этот арестант «имеет вид скорее свободного колониста, чем ссыльного»; «ни малейшая забота о будущем не беспокоит его; он весь служит выражением арестантской поговорки „дальше Солнца не ушлют, а Сибирь-то мы видали“». По некоторым данным, Якоби придал лицу этого каторжанина свои черты. Позади него, немного левее, видны два арестанта, дерущиеся во время игры в карты.
В левой части полотна изображён покосившийся верстовой столб, к которому прислонился плачущий старик, закрывший лицо ладонью. Рядом с ним сидят две женщины с детьми. Вероятно, это члены одной семьи, добровольно последовавшие в Сибирь за своим родственником, который умер в дороге, не выдержав тяжёлого путешествия. Одной из моделей для картины художнику послужила Александра Толиверова, его будущая гражданская жена, впоследствии ставшая известной писательницей. С неё художник писал молодую мать, держащую на руках младенца. Для образа пожилой женщины Якоби использовал ту же самую натурщицу, что и при написании своего более раннего полотна «Светлый праздник нищего» (1860, ныне в ГРМ).
Отмечая стремление Якоби к фотографической правде при изображении действующих лиц, в то же время писатель Фёдор Достоевский обсуждал ряд допущенных художником неточностей. Одной из них было отсутствие у арестантов кожаных подкандальников, без которых на расстоянии одного этапа можно «протереть тело до костей». Сюжет, связанный с кражей перстня с руки умершего, Достоевский считал погоней за эффектом: если бы у арестанта действительно сохранился столь ценный предмет, о нём знали бы все, включая этапного офицера, и безнаказанно украсть его было бы невозможно.
Фрагменты картины «Привал арестантов»

## Эскизы и повторения
В собрании Государственной Третьяковской галереи хранится графический эскиз к картине «Привал арестантов» (1860, бумага, графитный и итальянский карандаш, инв. 11638). Этот первый композиционный набросок к будущему полотну был представлен художником на утверждение в Совет Академии художеств в 1860 году. Он выполнен в чисто контурной технике, фигуры очерчены непрерывной линией. По описанию искусствоведа Алексея Сидорова, «с одного края фигур эта линия тонка и напоминает штрих резца или сухой иглы в очерковой гравюре на меди; с другого края тех же фигур линия напрягается, становится толще, чернее, в известной мере придаёт фигурам <…> рельефность»; такая трактовка напоминает «мраморный барельеф». По словам искусствоведа Татьяны Гориной, в этом эскизе отдельные группы людей объединены чисто механически, «композиция рисунка статична, в соответствии с традиционными академическими правилами барельефна, строится по каноническому принципу группировки фигур». Этот эскиз ещё очень далёк от окончательного варианта полотна. В нём нет ряда персонажей — крестьянина с отпряжённой лошадью, дерущихся арестантов-картёжников, а также человека, крадущего перстень. Композиция рисунка очень элементарна, совершенно отсутствует психологическая разработка действующих лиц.
Другой эскиз, исполненный акварелью и белилами на бумаге, хранится в Государственном Русском музее (1861, 36,5 × 58,7 см, инв. Р-3701). Ранее этот эскиз находился в коллекции С. С. Боткина в Санкт-Петербурге, он поступил в собрание Русского музея в 1928 году. В этом акварельном эскизе тоже нет человека, крадущего перстень у умершего арестанта, — вместо него рядом с телегой изображены две собаки. В правой части рисунка лишь только намечена фигура ссыльного, осматривающего натёртую кандалами ногу. Пейзаж, решённый в сизо-синей гамме, занимает в этом эскизе бо́льшую часть, чем в окончательном варианте полотна.
|  |  |

Кроме того, Русскому музею принадлежит одноимённое уменьшенное авторское повторение картины (масло, бумага на холсте, конец 1860-х — 1870-е, 53 × 75 см, инв. Ж-7935, поступило в 1963 году из Государственного музея Революции). Ещё одно авторское повторение находится в Музее современной истории России.

## Отзывы и критика

### XIX век
В статье «Выставка в Академии художеств за 1860—1861 год», опубликованной в журнале «Время» (№ 10 за 1861 год), писатель Фёдор Достоевский подробно описал свои впечатления от картины «Партия арестантов на привале». Отметив большой интерес к полотну, проявляемый зрителями во время выставки («картина всем нравится, ни перед одною более картиной нет такой постоянной толпы»), Достоевский заключил, что приговор публики ясен — «картина нравится более всех остальных на нынешней выставке». По словам Достоевского, картина Якоби «поражает удивительною верностью», зритель действительно видит на ней «настоящих арестантов, так, как видел бы их, например, в зеркале или в фотографии», но именно это, по мнению писателя, «и есть отсутствие художества», потому что зеркало отражает предмет пассивно, механически, а для истинного искусства нужно, чтобы в произведении был виден сам художник. Именно в этом видел Достоевский главную ошибку создателя полотна, который «фотографировал каждого из своих субъектов», причём «все у него равно безобразны, начиная с кривого этапного офицера до клячи, которую отпрягает мужик», за одним только исключением, которым является «герой картины, покойник, накрытый изорванной рогожей».

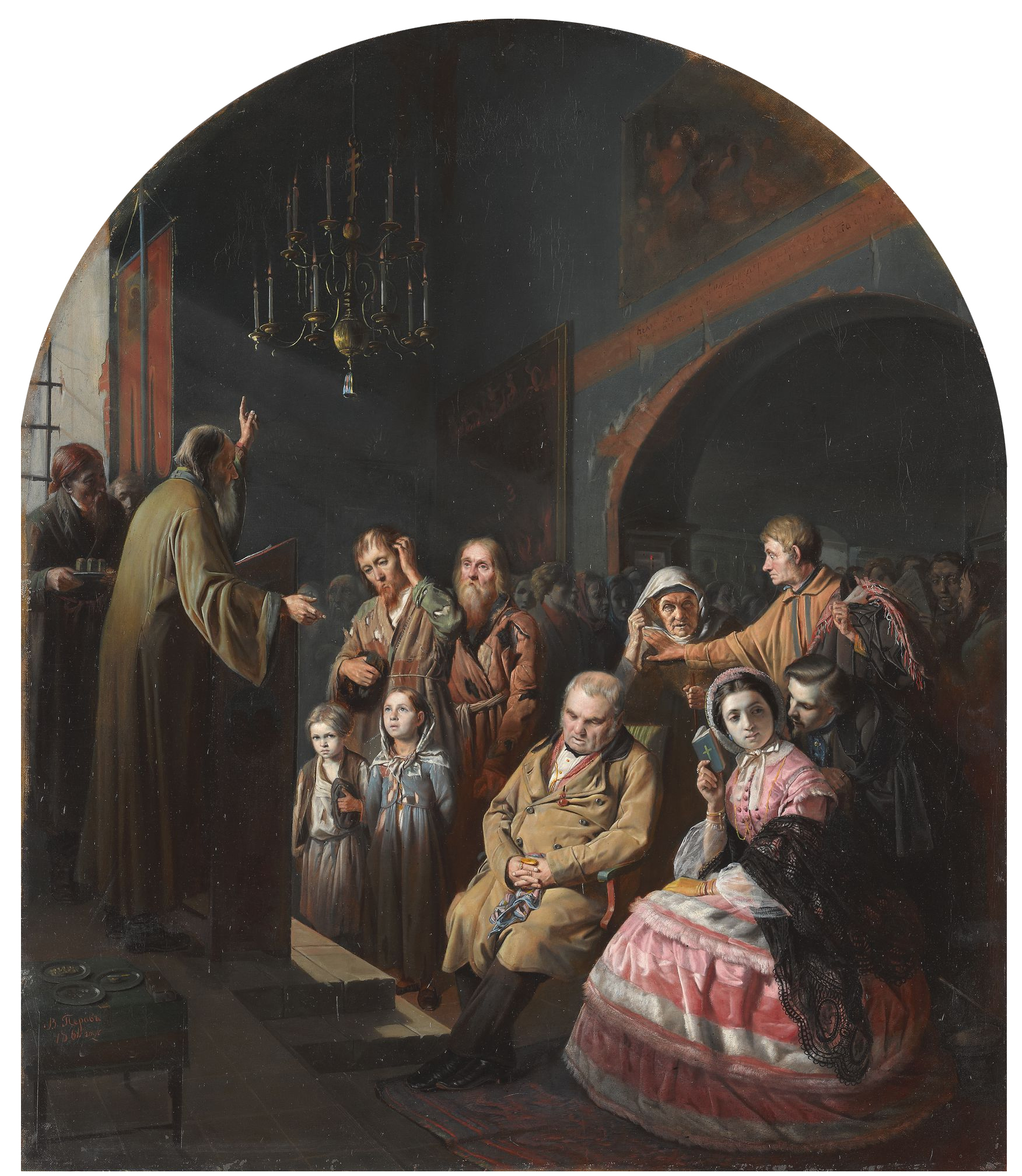
Василий Перов. Проповедь в селе (1861, ГТГ)

В ежемесячном журнале «Библиотека для чтения» (№ 9 за 1861 год) была опубликована неподписанная статья «Выставка в Академии художеств». Полагают, что часть рецензии, посвящённая представленным на выставке картинам, была написана литературным критиком Павлом Анненковым, а в окончательной компоновке публикации (оформленной в виде фельетона), возможно, принимал участие писатель Алексей Писемский. В статье особо выделялись два представленных на выставке полотна: «Партия арестантов на привале» Валерия Якоби и «Проповедь в селе» Василия Перова. По мнению автора (или авторов) рецензии, обе указанные картины «вполне верны русской жизни», но в некоторых подробностях чувствуется «желание поднатянуть, подраскрасить». В частности, в картине Якоби умирающего арестанта не только безучастно разглядывает смотритель этапа, но и «у этого же несчастного стаскивает перстень с руки его закоренелый в зверстве собрат». По словам рецензента, такие случаи, возможно, и бывали, но они нехарактерны и единичны, так что непонятно, зачем художнику надо было вводить в картину «этот шарж», если «всё прочее типично, спокойно и высокоправдиво».
В статье «По поводу выставки в Академии художеств», появившейся в газете «Современная летопись» (№ 39 за 1861 год), художественный критик Владимир Стасов противопоставлял «Привал арестантов» Валерия Якоби, «Последнюю весну» Михаила Клодта и «Приход молодых» Григория Мясоедова таким академическим композициям, как «Харон перевозит души через реку Стикс» Александра Литовченко и «Софья Витовтовна срывает пояс с Василия Косого» Павла Чистякова. В произведениях Якоби, Клодта и Мясоедова Стасов видел «начинающееся дыхание жизни», которое могло послужить основой для русской «бытовой живописи». В статье «Двадцать пять лет русского искусства», опубликованной в 1883 году, Стасов называл полотно «Привал арестантов» «чудесной картиной» и писал, что в творчестве русских художников 1860-х годов эта картина «была настоящая запевала — „увертюра“». По словам Стасова, на полотне Якоби изображена «страшная сцена, где люди, отправляемые в Сибирь, и образованные, интеллектуальные, и самые грубые дикари, мошенники и разбойники, одинаково преданы на полный произвол одичалого этапного начальника».

### XX и XXI века
Художник и критик Александр Бенуа в книге «История русской живописи в XIX веке», первое издание которой вышло в свет в 1902 году, писал, что среди картин «с содержанием», появившихся в 1861 году, «наиболее яркой, определённой и протестующей» была картина Якоби «Привал арестантов», указывавшая «на одну из самых мрачных сторон русской администрации». По словам Бенуа, за несколько прошедших с того времени десятилетий картина Якоби не утратила своей значительности, несмотря на то, что «тенденциозность её ничем не прикрыта, что она окончательно типична для своего времени», что в ней отсутствуют какие-либо компромиссы и что она наполнена определённой страстностью. При этом Бенуа отмечал недостаток художественности, проявившийся в «жёсткой и робкой живописи» и «неудавшемся свинцовом тоне». Несмотря на это, произведение Якоби имело огромный успех, и его имя «стало вдруг всем известно».

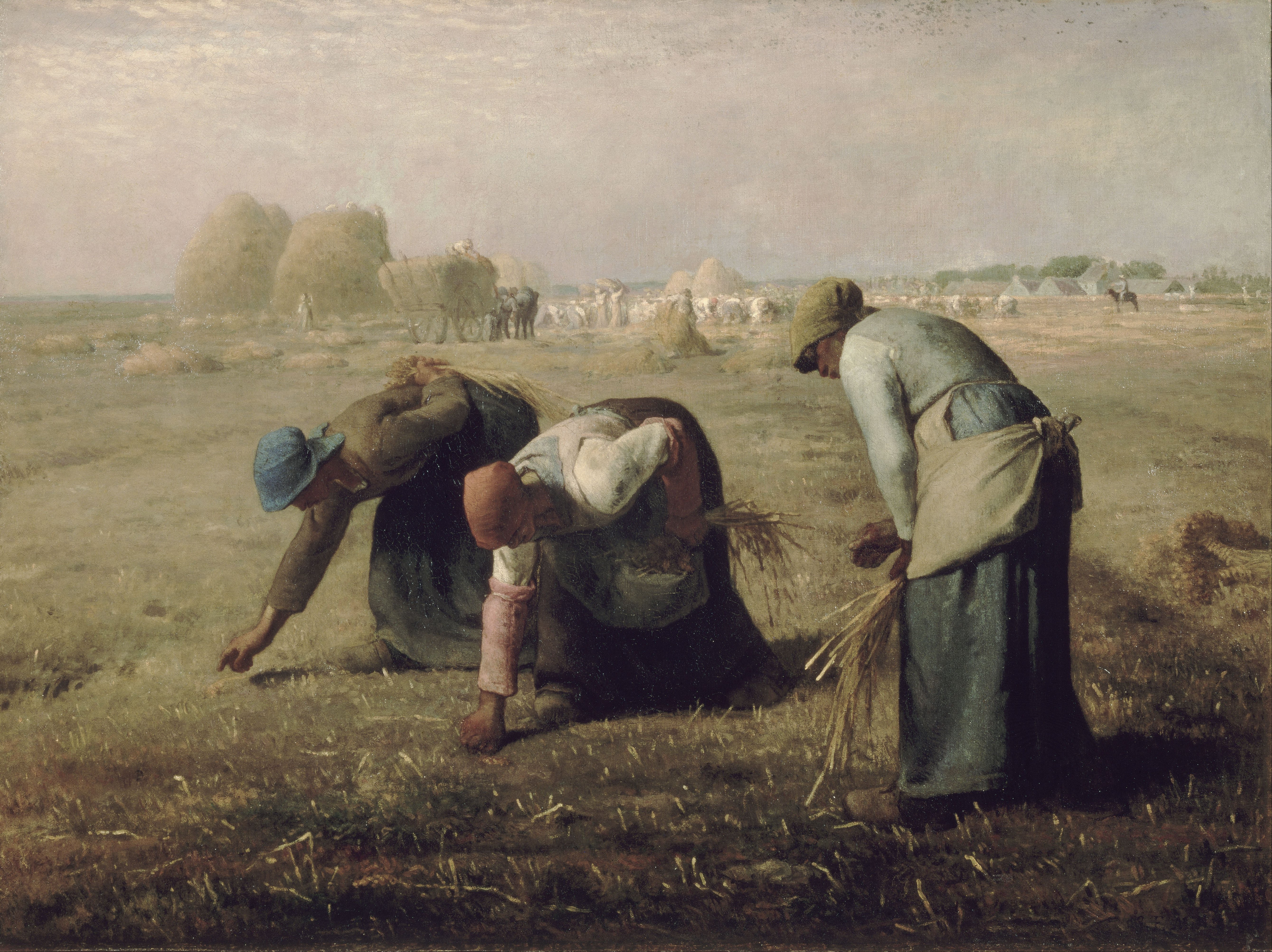
Жан-Франсуа Милле. Сборщицы колосьев (1857, Музей Орсе)

Приводя картину «Привал арестантов» в качестве одного из примеров «литературщины в искусстве», искусствовед Алексей Фёдоров-Давыдов в публикации 1925 года отмечал, что у этого произведения нет «никакого центра, никакой строго выраженной композиции». В разных частях полотна одновременно происходит несколько событий, имеющих одинаковую важность для рассказа. По словам Фёдорова-Давыдова, «картина характерна своей литературностью», поскольку она описывает не один момент, а «даёт целое повествование», в результате чего вместо цельного живописного произведения получается последовательное описание — «читаешь по кусочкам, а цельного впечатления не остаётся».
Искусствовед Михаил Алпатов отмечал, что в картине «Привал арестантов» Якоби убедительно представил горе русских женщин, сделав это за несколько лет до Василия Перова. По словам Алпатова, в сидящих на земле женщинах с детьми, изображённых на полотне Якоби, «есть нечто удивительно верно схваченное, особенно если вспомнить, что этот образ остался чем-то единичным в творчестве этого живописца». Сравнивая с французскими крестьянками, изображёнными на картинах Жана-Франсуа Милле (таких как «Сборщицы колосьев» и другие), Алпатов писал, что они «испытали лишь малую часть тех горестей, которые выпали на долю русских женщин».
В книге, вышедшей в 1955 году, искусствовед Дмитрий Сарабьянов называл картину «Привал арестантов» «программной работой Якоби» и писал, что она явилась «одним из центральных произведений 60-х годов». Сарабьянов отмечал, что с созданием этого полотна в «русской обличительной живописи» появилась новая тема, включавшая в себя критику царской тюрьмы и ссылки, а также осуждение жестокого обращения с людьми. По словам Сарабьянова, в «Привале арестантов» критическая направленность произведения определяется «не столько наличием образа этапного офицера, сколько общей картиной страдания людей, подвергшихся насилию».
Искусствовед Ирина Шувалова отмечала, что своей картиной «Привал арестантов» Якоби сыграл значительную роль в создании социально-критического направления в русской живописи, показав себя смелым новатором, способным встать в один ряд с Василием Перовым. Ссыльные, вереницы которых передвигались по этапу в Сибирь, вызывали народное сочувствие, эта тема обсуждалась в то время в литературных произведениях, «но изобразительное искусство до Якоби этой темы не затрагивало». По словам Шуваловой, художник написал «произведение, в котором всё было реально и полно драматизма», при этом «трагическая в своей основе картина прямо обличала власть, закон и всех тех, кто распоряжался народной судьбой».

## Комментарии
1. ↑  Для датировки событий, происходивших в Российской империи, используется юлианский календарь («старый стиль»).